# Patagonotothen kreffti
Patagonotothen kreffti és una espècie de peix pertanyent a la família dels nototènids.

## Hàbitat
És un peix d'aigua marina, demersal i de clima polar que viu entre 155 i 160 m de fondària.

## Distribució geogràfica
Es troba al Pacífic sud-oriental (Xile) i l'Atlàntic sud-occidental.

## Observacions
És inofensiu per als humans.